# Ammocrypta
Ammocrypta – rodzaj ryb z rodziny okoniowatych.

## Klasyfikacja
Gatunki zaliczane do tego rodzaju:

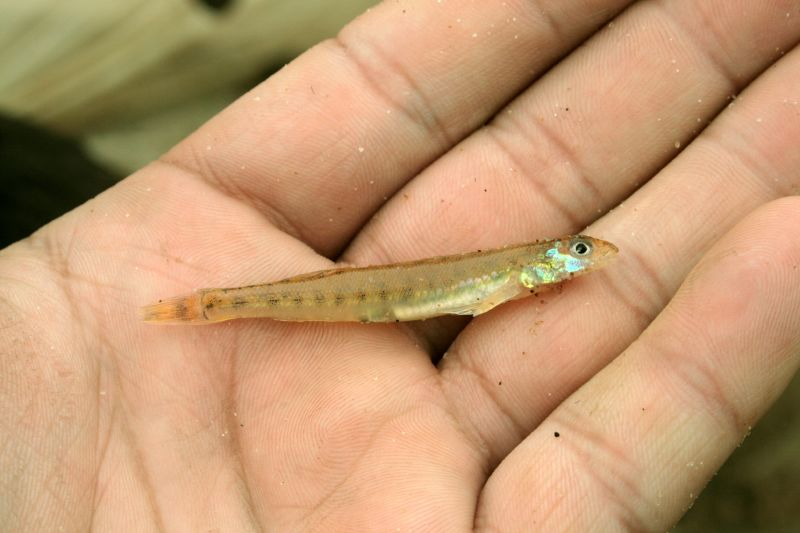
Ammocrypta beanii
- Ammocrypta bifascia
- Ammocrypta clara
- Ammocrypta meridiana
- Ammocrypta pellucida
- Ammocrypta vivax

- Ammocrypta vivax